# Брате Жаку (пісня)

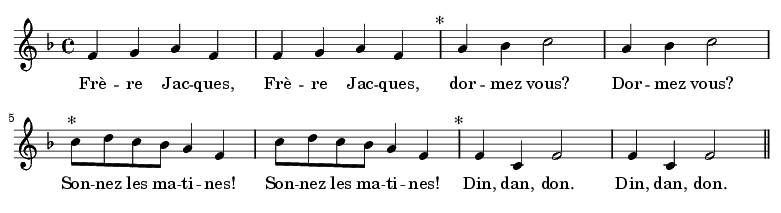
Музика й слова пісні

Брате Жаку, також Брате Йване (фр. Frère Jacques, нім. Bruder Jakob) — французька дитяча пісенька, широко відомий музичний багатоголосий твір, канон (один голос повторює інший, вступаючи пізніше нього).
Для музикантів мелодія є зразком музичної точності і краси. Входить до програми дитячих музичних шкіл.
Використана Густавом Малером у 3-й частині його 1-ї симфонії.

## Текст і переклади

### Французька мова
Frère Jacques, Frère Jacques,
Dormez-vous? Dormez-vous?
Sonnez les matines! Sonnez les matines!
Ding, dang, dong. Ding, dang, dong.

### Німецька мова
Bruder Jakob, Bruder Jakob,
schläfst du noch, schläfst du noch?
Hörst du nicht die Glocken, hörst du nicht die Glocken?
Ding Dang Dong, Ding Dang Dong

### Англійська мова
Are you sleeping, are you sleeping?
Brother John, brother John.
Morning bells are ringing, morning bells are ringing.
Ding ding dong, ding ding dong.

### Українська мова
Брате Йване, Брате Йване,
Чи ти спиш? Чи ти спиш?
Чи ти чуєш дзвони? Чи ти чуєш дзвони?
Дзинь-бам-бом, дзинь-бам-бом